# Leonel Power
Leonel Power, angleški skladatelj, * ?, † 5. junij 1445.
1. 1 2  Oxford Dictionary of National Biography — Oxford: OUP, 2004.
2. ↑  data.bnf.fr: platforma za odprte podatke — 2011.
3. ↑  International Music Score Library Project — 2006.